# Rebecca Masika Katsuva
Rebecca Masika Katsuva (26 mei 1966 - 2 februari 2016) was een mensenrechtenverdediger uit de Democratische Republiek Congo. Gedurende haar leven voerde zij campagne tegen het gebruik van seksueel geweld als oorlogswapen, en richtte in 2002 de Association des Personnes Desherites Unies pour le Development (APDUD) op voor overlevenden van oorlogs- en seksueel geweld. 

## Carrière
In 1999, na zelf seksueel geweld te hebben overleefd, opende Katsuva haar huis als opvang voor anderen die slachtoffer waren geworden van seksueel geweld tijdens het conflict. Ook reisde ze af naar nabijgelegen dorpen om zo andere overlevenden te vinden die hulpbehoevend waren. Zodra ze fondsen ontving, huurde ze een stuk land waarop ze samen met de andere slachtoffers groenten verbouwden om zo inkomsten te genereren. Haar organisatie bleef groeien en werd in 2002 officieel gevestigd onder de naam de Association des Personnes Déshéritées Unies pour le Développement (APDUD). De organisatie bezit inmiddels 50 huizen om slachtoffers van seksueel geweld in conflictgebieden op te vangen. In totaal heeft Katsuva meer dan 6.000 vrouwen geholpen. 

## Privé
Ze werd geboren in Katana in zuidelijk Congo als dochter van Sifa Mbunzu en Alfonse Katuba Kamate. Ze trouwde met Bosco Katsuva en kreeg samen met hem twee kinderen. In 1998, onder toegenomen spanningen in het zuiden van Congo, vielen gewapende mannen in uniform het Katsuva huishouden binnen en vermoordden haar man en verkrachtten Katsuva en haar twee dochters. Katsuva bevond zich voor zes maanden in het ziekenhuis om te herstellen van haar verwondingen, haar twee dochters raakten beiden zwanger als gevolg van de verkrachtingen. In 2009 werd Katsuva nogmaals verkracht, omdat zij zich uitsprak tegen het seksueel geweld tegen Congolese vrouwen. In 2016 overleed Katsuva op 49-jarige leeftijd als gevolg van een hartstilstand. 

## Prijzen
In 2010 ontving Katsuva de Ginetta Sagan Award van Amnesty International vanwege haar inzet voor slachtoffers van oorlogs- en seksueel geweld.